# Wolfgang Heinrich Puchta
Wolfgang Heinrich Puchta (Möhrendorf, 1769. augusztus 3. – Erlangen, 1845. március 6.) német jogtudós, Georg Friedrich Puchta jogász édesapja.

## Életpályája
Pályáját mint ansbachi ügyész kezdte, 1769-ben bűnügyi tanácsos ugyanott, 1797-ben igazságügyi hivatalnok Cadolzburgban, 1812-ben az erlangeni tartományi törvényszék elnöke lett, s 1840-ben nyugalomba vonult.

## Jelentősebb művei
- Beiträge zur Gesetzgebung u. Praxis des bürgerlichen Rechtsverfahrens (Erlangen, 1822-27);
- Der Dienst der deutschen Justizämter oder Einzelrichter (uo. 1829-30);
- Über die gerichtlichen Klagen, besonders in Streitigkeiten der Landeigentümer (2. kiad. Giessen, 1830);
- Irinnerungen aus dem Leben u. Wirken eines alten Beamten (Nördlingen, 1842).